# Stevie Graham
Stephen "Stevie" Graham (nacido el 11 de junio de 1982 en Wilmington, Delaware) es un exjugador de baloncesto estadounidense. Es el hermano del también exjugador Joey Graham.

## Carrera

### Universidad
Graham se graduó en la Universidad de Oklahoma State, donde compartió equipo con su hermano Joey. Ambos se graduaron en dirección de aviación, siendo por lo tanto pilotos licenciados.

### NBA
Pese a que Graham se declaró elegible para el Draft de la NBA de 2005, ningún equipo decidió elegirle. Jugó con Phoenix Suns en Las Vegas Summer League y durante la pretemporada de 2005 con San Antonio Spurs, pero ninguno de los dos equipos le ofreció un contrato para la temporada regular. Probó en la CBA, donde fichó por Sioux Falls Skyforce y apareció en el All-Star Game de la CBA de 2006.
Graham fichó por Houston Rockets el 10 de diciembre de 2006, pero fue cortado el día 29 tras haber disputado seis encuentros. Tras regresar a los Sky Force, firmó con Chicago Bulls un contrato de 10 días el 17 de enero de 2006. Su primer partido con los Bulls lo jugó ante los Rockets tres días después. Al poco tiempo, Graham fue nuevamente cortado y posteriormente fichado por Cleveland Cavaliers, donde estaría hasta el final de la temporada. 
En la temporada 2006-07 jugó 14 partidos en Portland Trail Blazers, siendo cortado el 2 de enero de 2007. Regresó a los Skyforce, está vez en la D-League. En la pretemporada de 2007, Indiana Pacers fichó a Graham, manteniéndole el contrato para toda la campaña. En septiembre de 2009 fichó por Charlotte Bobcats, y un año después por New Jersey Nets.

### Entrenador
[actualizar]

## Estadísticas de su carrera en la NBA

### Temporada regular
| Año     | Equipo     | PJ  | PT | MPP  | %TC  | %3P  | %TL   | RPP | APP | ROB | TPP | PPP |
| ------- | ---------- | --- | -- | ---- | ---- | ---- | ----- | --- | --- | --- | --- | --- |
| 2005–06 | Houston    | 6   | 0  | 6.3  | .375 | .200 | 1.000 | 1.2 | .5  | .3  | .0  | 2.8 |
| 2005–06 | Chicago    | 3   | 0  | 6.7  | .200 | .250 | 1.000 | 1.0 | .3  | .0  | .0  | 1.7 |
| 2005–06 | Cleveland  | 13  | 0  | 9.0  | .424 | .000 | .889  | 1.3 | .2  | .2  | .2  | 2.8 |
| 2006–07 | Portland   | 14  | 1  | 11.8 | .425 | .273 | .889  | 1.5 | .4  | .3  | .1  | 3.2 |
| 2007–08 | Indiana    | 22  | 0  | 5.8  | .586 | .500 | .750  | 1.0 | .4  | .2  | .1  | 4.0 |
| 2008–09 | Indiana    | 52  | 6  | 13.2 | .414 | .303 | .806  | 1.8 | .6  | .2  | .1  | 5.4 |
| 2009–10 | Charlotte  | 70  | 8  | 11.5 | .496 | .320 | .646  | 1.9 | .3  | .3  | .1  | 4.2 |
| 2010-11 | New Jersey | 59  | 28 | 16.3 | .405 | .238 | .816  | 2.1 | .7  | .2  | .0  | 3.4 |
| Total   | Total      | 239 | 43 | 12.2 | .446 | .308 | .766  | 1.8 | .5  | .2  | .1  | 4.0 |